# 나카노촌 (효고현)
나카노촌(中野村)은 효고현 아리마군에 있던 촌이다. 현재의 산다시에 해당한다.

## 역사
- 1889년 4월 1일 - 정촌제 시행에 의해 10개 촌의 구역을 가지고 성립하였다.
- 1943년 12월 20일 - 기시촌의 일부((오아자 마도, 가미우치카미, 나카우치카미, 사와야, 시모우치카미, 히로자와, 히로노, 가미이자와, 시모이자와, 니시노카미)와 합병해, 히로노촌이 성립하여, 동일 나카노촌은 폐지되었다.

## 교통

### 철도
현재는 구촌 지역에 서일본 여객철도 후쿠치야마선이 통과하지만 당시엔 미개통

## 참고문헌
- 가도카와 일본지명 대사전 28권 효고현